# Xã Hinckley, Quận Pine, Minnesota
Xã Hinckley (tiếng Anh: Hinckley Township) là một xã thuộc quận Pine, tiểu bang Minnesota, Hoa Kỳ. Năm 2010, dân số của xã này là 806 người.